# Organi della chiesa di San Gregorio Armeno a Napoli

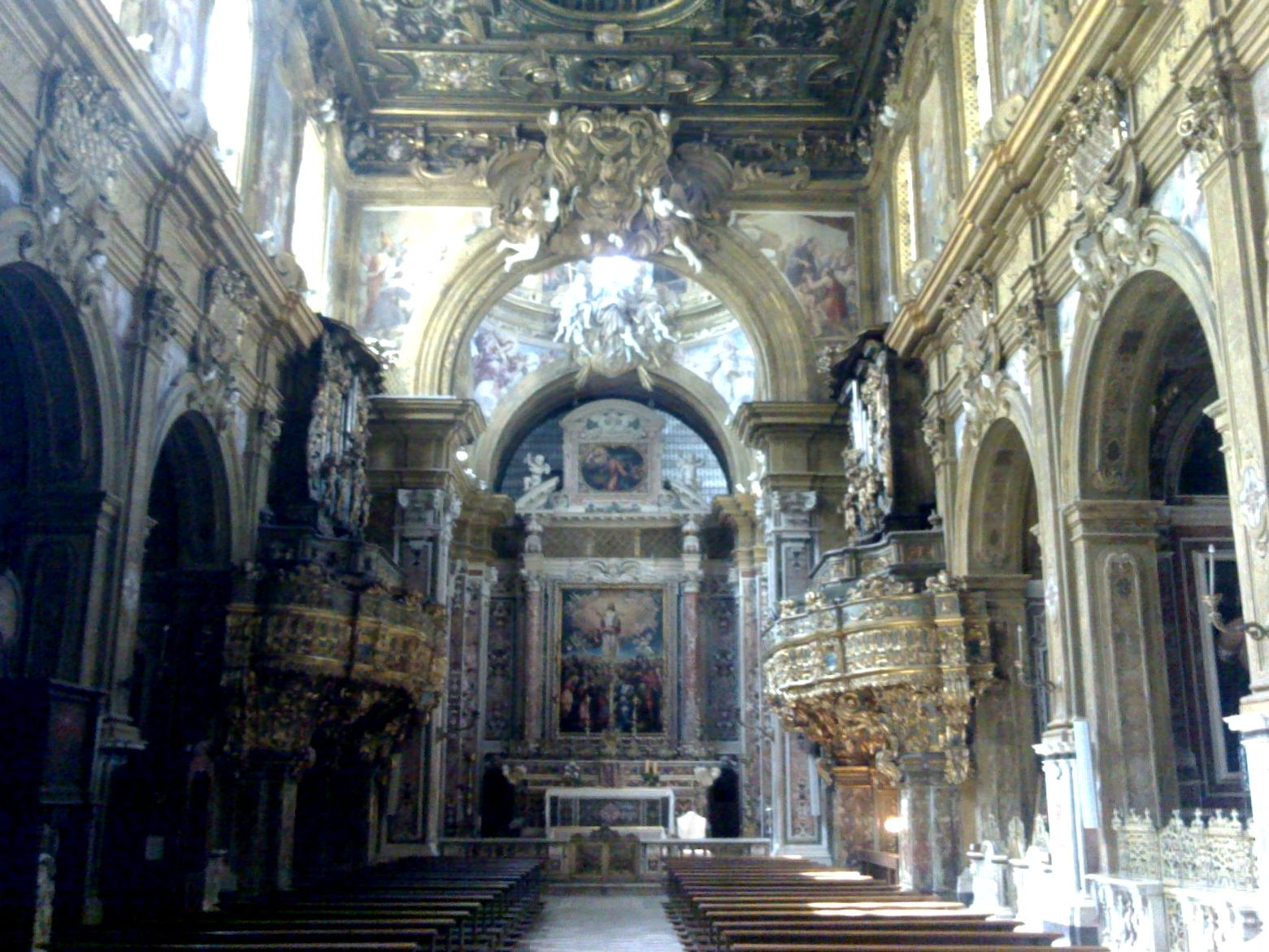
La navata della chiesa con i due "organi gemelli"

Gli organi della chiesa di San Gregorio Armeno sono cinque strumenti musicali siti all'interno della chiesa.

## Storia
Nel 1737, fu commissionata, all'organaro napoletano Tomaso de Martino, la costruzione di un organo a canne da collocarsi sopra un'apposita cantoria lignea sopra l'ultima cappella laterale di sinistra. Terminato lo strumento, nel 1742 lo stesso organaro ne costruì un altro gemello al primo, che venne collocato sulla parete di fronte. Nel 1769 venne costruito da Domenico Antonio Rossi un organo per il cappellone e, nel 1790, uno per il coro delle monache da Francesco Cimino. Intorno al 1780 vennero modificate le casse dei due organi di Tomaso de Martino e realizzate due nuove cantorie sotto quelle già esistenti.
Nel 1960, essendo i due organi di Tomaso de Martino in stato d'abbandono da molto tempo, venne commissionata alla ditta organaria cremonese Rotelli-Varesi la costruzione di un nuovo organo per il coro delle monache e il positivo di Francesco Cimino venne portato prima in una cappella della chiesa, poi nel cappellone.
Nel 2006, l'organo di Domenico Antonio Rossi è stato oggetto di restauro mentre i due organi di Tomaso de Martino sono al 2012 in disuso.

## Descrizione

### Organo di destra

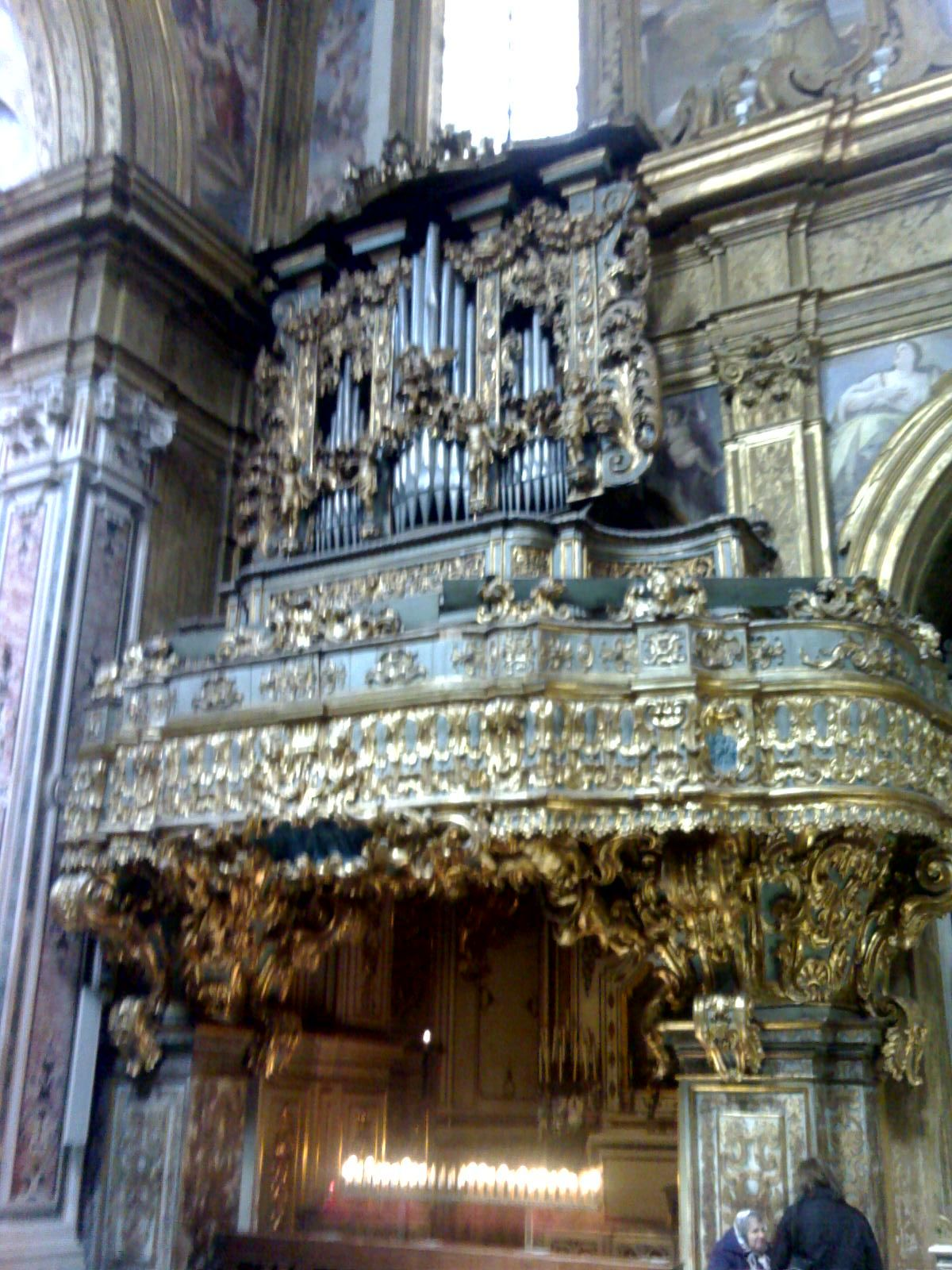
L'organo di destra (De Martino, 1742)

L'organo di destra è stato costruito nel 1742 da Tomaso de Martino ed è situato sopra una doppia cantoria.
La cassa, riccamente decorata rilievi e dorature, presenta una mostra in tre campi composta da canne di principale con bocche a mitria. La trasmissione è meccanica, con consolle a finestra avente un'unica tastiera di 48 note (Do1-Do5) con prima ottava cromatica estesa e una pedaliera di 12 note (Do1-Do2) senza registri propri e costantemente unita al manuale. La sua disposizione fonica in base alla posizione dei pomelli dei vari registri nelle due colonne della registriera, è la seguente:
| Colonna di sinistra - Ripieno |        |
| Principale                    | 8'     |
| Ottava                        | 4'     |
| XV                            | 2'     |
| XIX                           | 1.1/3' |
| XXII                          | 1'     |
| XXVI                          | 2/3'   |
| XXIX                          | 1/2'   |
| Tiratutti                     |        |

| Colonna di destra - Concerto |        |
| Voce Umana                   | 8'     |
| Flauto in XII                | 2.2/3' |

### Organo di sinistra
Sulla doppia cantoria soprastante l'ultima cappella laterale sinistra, si trova il più antico organo a canne della chiesa, costruito da Tomaso de Martino nel 1737. Lo strumento è racchiuso entro una casa riccamente decorata con rilievi, con mostra composta da canne di principale disposte in tre campi, con bocche a mitria. A trasmissione integralmente meccanica, ha consolle a finestra, con un'unica tastiera di 48 note (Do1-Do5) con prima ottava cromatica estesa e una pedaliera di 12 note (Do1-Do2) costantemente unita al manuale e priva di registri propri. La sua disposizione fonica in base alla posizione dei pomelli dei vari registri nelle due colonne della registriera, è la seguente:
| Colonna di sinistra - Ripieno |        |
| Principale                    | 8'     |
| Ottava                        | 4'     |
| XV                            | 2'     |
| XIX                           | 1.1/3' |
| XXII                          | 1'     |
| XXVI                          | 2/3'   |
| XXIX                          | 1/2'   |
| Tiratutti                     |        |

| Colonna di destra - Concerto |        |
| Voce Umana                   | 8'     |
| Flauto in XII                | 2.2/3' |

### Organo delCappellone
Lungo la parete destra del Cappellone, si trova un organo a canne costruito nel 1769 da Domenico Antonio Rossi. Lo strumento è a trasmissione meccanica ed ha un'unica tastiera di 45 (Do1-Do5) note con prima ottava scavezza, senza pedaliera. Di seguito la sua disposizione fonica in base alla posizione dei pomelli dei vari registri nelle due colonne della registriera:
| Colonna di sinistra - Ripieno |        |
| Principale                    | 8'     |
| Ottava                        | 4'     |
| XV                            | 2'     |
| XIX                           | 1.1/3' |
| XXII                          | 1'     |
| XXVI                          | 2/3'   |
| XXIX                          | 1/2'   |
| Tiratutti                     |        |

| Colonna di destra - Concerto |        |
| Voce Umana                   | 8'     |
| Flauto in XII                | 2.2/3' |

### Organo positivo
Lungo la parete sinistra del Cappellone, si trova un organo positivo costruito nel 1790 da Francesco Cimino, già nel coro delle monache sopra l'ingresso della chiesa. A trasmissione meccanica, ha un'unica tastiera di 45 (Do1-Do5) note con prima ottava scavezza ed è privo di pedaliera. Di seguito la sua disposizione fonica in base alla posizione dei pomelli dei vari registri nelle due colonne della registriera:
| Colonna di sinistra - Concerto |        |
| Flauto in XII                  | 2.2/3' |

| Colonna di destra - Ripieno |        |
| Principale                  | 8'     |
| Ottava                      | 4'     |
| XV                          | 2'     |
| XIX                         | 1.1/3' |
| XXII                        | 1'     |
| XXVI                        | 2/3'   |
| XXIX                        | 1/2'   |
| Tiratutti                   |        |

### Organo del coro delle monache

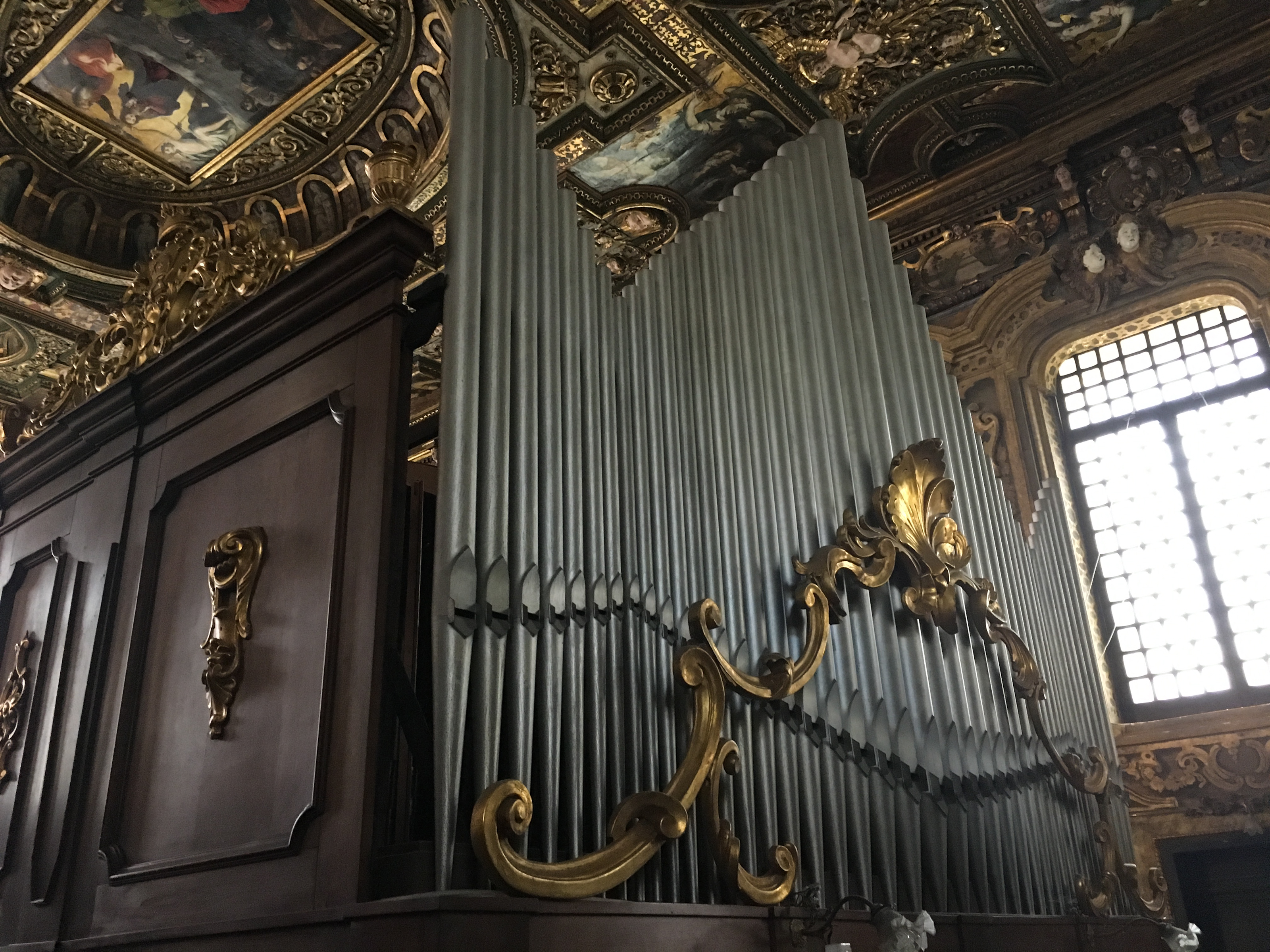
Organo del coro delle monache.

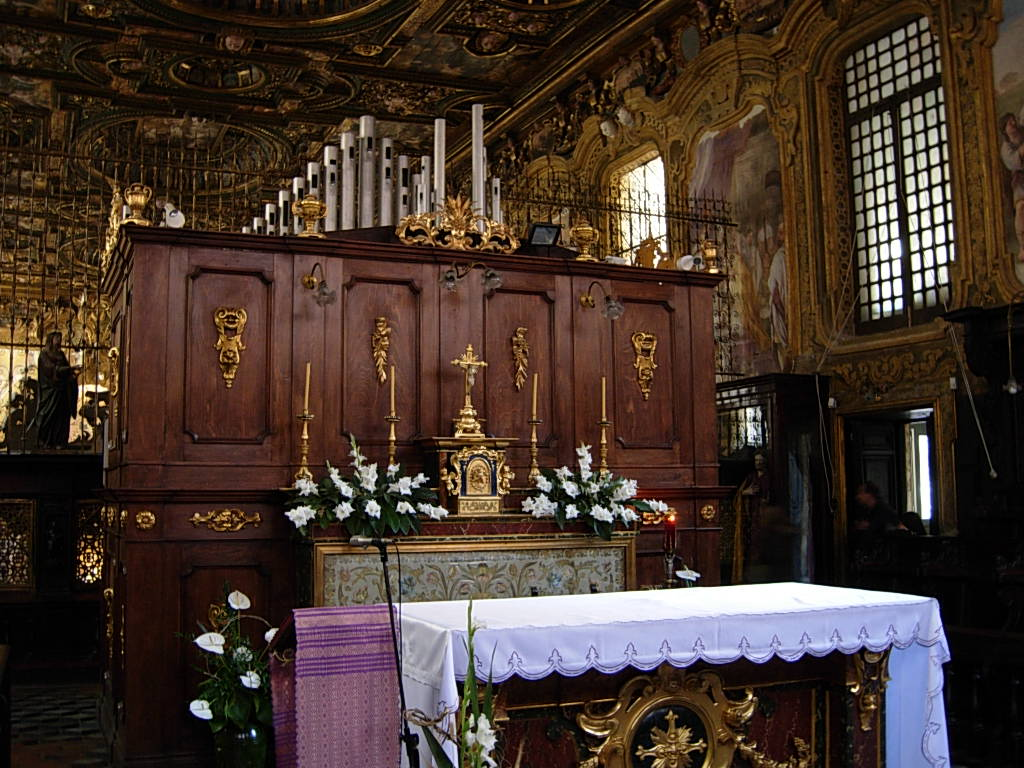
Il coro delle monache con alle spalle l'organo

Nel coro delle monache, parallelo alla grada di divisione dalla chiesa, in posizione centrale, si trova l'organo a canne attualmente (2012) utilizzato per l'accompagnamento delle liturgie, costruito dalla ditta organaria cremonese Rotelli-Varesi nel 1960.
Lo strumento è a trasmissione elettro-pneumatica, con consolle rivolta verso la navata della chiesa avente due tastiere di 61 note ciascuna e pedaliera concavo-radiale di 32 note. La mostra è composta da canne di principale disposte in cuspide unica con ali laterali.
Di seguito, la disposizione fonica dello strumento:
| Prima tastiera - Grand'Organo |        |
| Principale                    | 8'     |
| Flauto                        | 8'     |
| Unda maris                    | 8'     |
| Dulciana                      | 8'     |
| Ottava                        | 4'     |
| Decimaquinta                  | 2'     |
| Ripieno                       | 4 file |

| Seconda tastiera - Espressivo |    |
| Bordone                       | 8' |
| Viola                         | 8' |
| Voce celeste                  | 8' |
| Coro viole                    | 8' |
| Flauto                        | 4' |
| Tromba                        | 8' |
| Tremolo                       |    |

| Pedale      |     |
| Subbasso    | 16' |
| Bordone     | 8'  |
| Violoncello | 8'  |